# Avellanosa de Muñó (kommunhuvudort)
Avellanosa de Muñó är en kommunhuvudort i Spanien.   Den ligger i provinsen Provincia de Burgos och regionen Kastilien och Leon, i den centrala delen av landet, 170 km norr om huvudstaden Madrid. Avellanosa de Muñó ligger 872 meter över havet och antalet invånare är 142.
Terrängen runt Avellanosa de Muñó är huvudsakligen platt, men österut är den kuperad. Runt Avellanosa de Muñó är det mycket glesbefolkat, med 6 invånare per kvadratkilometer. Närmaste större samhälle är Lerma, 7,2 km nordost om Avellanosa de Muñó. Trakten runt Avellanosa de Muñó består till största delen av jordbruksmark.